# Elementary Level of Faith
Albums de Gabriel Yacoub (ex-Malicorne)
Trad. Arr.
(1978) Bel
(1990)
Elementary Level of Faith est le deuxième album solo de Gabriel Yacoub publié sous son nom propre. Sorti en 1987 alors que Gabriel faisait toujours partie du groupe Malicorne, il s'agit de son deuxième album studio en solo.

## Liste des titres
1. The city 3.42
2. Séduction 3.34
3. Papa-loi maman-loi 4.13
4. Elle se promène [dans ma raison] 2.11
5. Mon été triste 5.40
6. Bon an mal an 4.40
7. Sleep come free me 4.29
8. Elle a des cheveux d'or 3.49
9. Le tatouage 3.27
10. Mon enfant 4.15

## Crédits
Tous les sont écrits et composés par Gabriel Yacoub excepté The city coécrit avec Iván Lantos et Sleep come free me de James Taylor.